# Грибов, Иван Владимирович
Иван Владимирович Грибов (11 февраля 1894 года, город Камышин, ныне Волгоградская область — 11 января 1977 года, Рига) — советский военный деятель, Генерал-лейтенант (11 мая 1949 года).

## Начальная биография
Иван Владимирович Грибов родился 11 февраля 1894 года в городе Камышин ныне Волгоградской области.

## Военная служба

### Первая мировая и гражданская войны
В 1915 году был призван в ряды Русской императорской армии, после чего был направлен на учёбу в Телавскую школу прапорщиков, после окончания которой в том же году продолжил службу в армии в чине поручика.
В мае 1918 года вступил в ряды РККА и после своего назначения на должность командира роты отдельного партизанского отряда Камышина принимал участие в ходе боевых действий на Южном фронте против войск под командованием А. И. Деникина, а затем — против бандитизма.
В мае 1919 года был назначен на должность помощника начальника пулеметной команды 3-го запасного батальона, дислоцированного в Вольске.

### Межвоенное время
В январе 1921 года Грибов был направлен на учёбу в Высшую тактико-стрелковую школу комсостава РККА имени III Коминтерна, после окончания которой в марте того же года был назначен на должность командира отдельного пулемётного батальона, дислоцированного в Нижнем Новгороде, в феврале 1922 года — на должность помощника командира 291-го стрелкового полка, дислоцированного в Самаре (Приволжский военный округ), а с октября того же года исполнял должность командира 99-го стрелкового полка.
В июне 1923 года был назначен на должность помощника командира 1-го Казанского стрелкового полка, в декабре того же года — на должность старшего руководителя стрелкового дела повторных командных курсов в Самаре, в октябре 1924 года — на должность старшего помощника начальника оперативной части штаба 32-й стрелковой дивизии, в ноябре 1926 года — на должность начальника штаба 9-го стрелкового полка этой же дивизии, а в октябре 1928 года — на должность преподавателя Саратовской школы переподготовки комсостава запаса. В марте 1929 года Грибов был направлен на учёбу Ленинградскую высшую военно-педагогическую школу, после окончания которой в августе того же года вернулся на прежнюю должность.
В мае 1931 года был назначен на должность преподавателя тактики Владикавказской пехотной школы, а с февраля 1935 года служил в штабе Северокавказского военного округа на должностях помощника начальника и начальника отдела боевой подготовки. В 1936 году закончил заочно Военную академию имени М. В. Фрунзе, после чего вернулся в Северокавказский военный округ, где с августа 1938 года был для особых поручений по боевой подготовке, затем был назначен на должность начальника специальной группы при Военном совете округа, в августе 1939 года — на должность начальника 2-го отдела штаба округа, в октябре 1940 года — на должность начальника отдела боевой подготовки, а в апреле 1941 года — на должность заместителя командира стрелковой дивизии.

### Великая Отечественная война
С началом войны Грибов находился на прежней должности, но уже в июле 1941 года был назначен на должность командира 1-й горнострелковой бригады (Ленинградский фронт), в январе 1942 года — на должность командира 115-й, а в марте того же года — на должность командира 11-й стрелковых дивизий, которые в составе 54-й армии (Ленинградский фронт) принимали участие в ходе Любанской наступательной операции. В 1942 году вступил в ряды ВКП(б).
После окончания ускоренного курса при Высшей военной академии имени К. Е. Ворошилова в мае 1943 года Грибов был назначен на должность командира 33-й стрелковой дивизии (22-я армия, 2-й Прибалтийский фронт), которая в феврале 1944 года принимала участие в ходе Старорусско-Новоржевской наступательной операции, а также освобождении города Холм. За отличия в этих боях дивизии было присвоено почётное наименование «Холмская», а генерал-майор Иван Владимирович Грибов был награждён орденом Отечественной войны 1 степени. В мае того же года был назначен на должность командира 119-й гвардейской стрелковой дивизии (10-я гвардейская армия, 2-й Прибалтийский фронт), которая принимала участие в ходе Режицко-Двинской наступательной операции, а также при освобождении города Резекне, за что дивизии было присвоено почётное наименование «Речицкая». Вскоре дивизия продолжила наступление на рижском направлении, после чего освободила город Мадона и наряду с другими соединениями фронта — Ригу.
В октябре Грибов был назначен на должность заместителя командующего 10-й гвардейской армией, а с 8 января по 15 февраля 1945 года временно исполнял должность командира 19-го гвардейского стрелкового корпуса в составе тех же армии и фронта. Принимал участие в ходе блокады группы армий «Север» в Курляндии. С апреля исполнял должность командира 15-го гвардейского стрелкового корпуса (Ленинградский фронт), ведшего боевые действия по уничтожению курляндской группировки противника.
За время войны  Грибов был два раза упомянут в благодарственных в приказах Верховного Главнокомандующего.

### Послевоенная карьера
После окончания войны генерал-майор Грибов исполнял должность заместителя командующего 10-й гвардейской армией, однако с января 1946 года вновь исполнял должность командира 15-го гвардейского стрелкового корпуса, в июле того же года преобразованного в 15-й гвардейский воздушно-десантный. В декабре 1953 года был назначен на должность помощника командующего войсками Прибалтийского военного округа по военно-учебным заведениям.
Генерал-лейтенант Иван Владимирович Грибов в июле 1957 года вышел в отставку. Умер 11 января 1977 года в Риге.

## Воинские звания
- Генерал-майор (16 октября 1943 года);
- Генерал-лейтенант (11 мая 1949 года).

## Награды
- Орден Ленина (21.02.1945[2]);
- Три ордена Красного Знамени (19.09.1943, 03.11.1944 [2], 24.06.1948 [2]);
- Орден Суворова 2 степени (29.06.1945);
- Орден Кутузова 2 степени (31.07.1944);
- Орден Отечественной войны 1 степени (25.02.1944);
- Медали.